# Singapore Slammers
O Singapore Slammers (oficialmente, o OUE Singapore Slammers, em conformidade com um contrato de patrocínio com o UD Group) é um time de tênis com base na cidade-Estado de Singapura que compete a International Premier Tennis League (IPTL). É uma das quatro franquias fundadoras que participaram na temporada inaugural do IPTL de 2014.

## História do time

### Fundação da franquia
Em 21 de janeiro de 2014, o IPTL anunciou que uma das franquias de carta patente para a temporada inaugural da temporada de 2014 teria base em Singapura. A equipe foi fundada pelo ex-jogador de críquete indiano Sunil Gavaskar e por executivos de negócios internacionais como Kishan Gehlot, Shashi Kiran Shetty, Avi Bhojani e Ajay Sethi. Gehlot é o presidente do consórcio de desenvolvimento imobiliário e saúde do Leste Africano, Intex Group; Shetty é presidente da Allcargo Logistics Limited; e Sethi é o presidente do Channel 2, em Dubai. Eles coletivamente investiram quinze milhões de dólares para possuir a franquia.

### Draft inaugural
A franquia de Singapura participou no projeto inaugural da IPTL em 2 de março de 2014, em Dubai, Emirados Árabes Unidos. Os jogadores selecionados por Singapura foram:
| Jogador            | Categoria IPTL      |
| ------------------ | ------------------- |
| Homens             |                     |
| Andre Agassi       | Jogadores ícone     |
| Tomáš Berdych      | Categoria A         |
| Lleyton Hewitt     | Categoria B         |
| Patrick Rafter     | Campeões do passado |
| Bruno Soares       | Duplistas           |
| Nick Kyrgios       | Sem categoria       |
| Mulheres           |                     |
| Serena Williams    | Jogadores ícone     |
| Daniela Hantuchová | Categoria C         |

### Nome do time
Em maio de 2014, a equipe estava sendo referida como os Singapore Lions. Em junho de 2014, o grupo passou a ser chamado Singapore Slammers.

### Sede
Em 4 de agosto de 2014, os Slammers anunciaram que seus jogos em casa seriam disputados no Singapore Indoor Stadium.

### Primeiro treinador
Em 27 de outubro de 2014, Joshua Eagle foi nomeado como o primeiro treinador dos Slammers.

## Cobertura da televisão
Em 7 de novembro de 2014, IPTL anunciou que tinha chegado a um acordo sobre os direitos de transmissão de televisão em Singapura com SingTel.

## Patrocínio
Em 20 de novembro de 2014, DBS Bank Ltd anunciou que se tornou o patrocinador do título Slammers.
Para a temporada de 2015, a empresa local da Singapura UD Group, em parceria com o ator indiano Amitabh Bachchan, adquiriu a equipe e a renomeou-a para OUE Singapore Slammers.

## Plantel atual
- Atualizado em 17 de Dezembro de 2015[14]
- Andy Murray
- Carlos Moyá
- Stan Wawrinka
- Marcelo Melo
- Nick Kyrgios
- Karolína Plíšková
- Belinda Bencic
- Dustin Brown